# Kurt Schmid-Ehmen

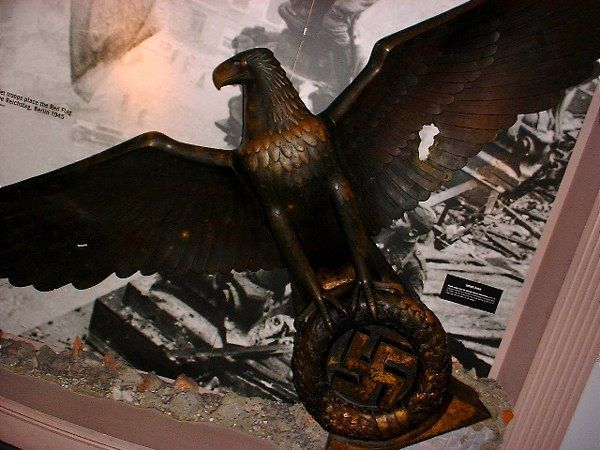
Schmid-Ehmens bronzener Reichsadler aus der Reichskanzlei, heute im Imperial War Museum

Kurt Schmid-Ehmen (* 23. Oktober 1901 in Torgau; † 14. Juli 1968 in Starnberg) war ein deutscher Bildhauer.

## Leben
Schmid-Ehmen gilt als Schöpfer des Reichsadlers und NS-Hoheitszeichens. Er studierte an der Leipziger Akademie bei Adolf Lehnert und Münchner Akademie, war Meisterschüler Bernhard Bleekers und machte zunächst mit zahlreichen Büsten, darunter eine des berühmten Pianisten Josef Pembaur, dem Lehrer der Konzertpianistin Hetty Haelssig (spätere Schmid-Ehmen), auf sich aufmerksam. Sein Eintritt in die NSDAP zum 1. Januar 1932 (Mitgliedsnummer 865.010) und seine Bekanntschaft zu dem Architekten Paul Ludwig Troost verschafften ihm erste Aufträge und die persönliche Bekanntschaft mit Adolf Hitler. So gestaltete er das Ehrenmal für die Gefallenen des 9. Novembers 1923 in der Feldherrnhalle oder die Adler an den Parteibauten in München, auf dem Reichsparteitagsgelände in Nürnberg oder das Adlerrelief für das Rauchzimmer in der Neuen Reichskanzlei. Den mit neun Metern Höhe größten Bronzeadler fertigte Schmid-Ehmen für den Deutschen Pavillon auf der Weltausstellung 1937 in Paris und erhielt hierfür den Grand Prix de la République Française. Seit 1936 gehörte er dem Präsidialrat der Reichskammer der bildenden Künste an, am 30. Januar 1937 ernannte ihn Adolf Hitler zum Professor. Zuvor war er bereits 1935 von Joseph Goebbels zum Mitglied des Reichskultursenats ernannt worden.
Für die Zeit des Nationalsozialismus ist seine Teilnahme an 19 großen Gruppenausstellungen sicher belegt, darunter von 1937 bis 1944 alle Großen Deutschen Kunstausstellung in München. Dabei zeigte er 1937 u. a. Porträt-Büsten der Nazi-Führer Adolf Wagner, Franz Xaver Schwarz und Julius Streicher. Hitler erwarb die 1938 ausgestellte Statue „Weibliche Figur“,1940 die Statue „Schreitender“ und 1942 die „Weibliche Figur“ 1944 wurde von Schmid-Ehmen die Büste des Nazi-Schriftstellers Hans Zöberlein ausgestellt. Bei der Ausstellung Deutsche Künstler und die SS 1944 in Salzburg wurde von ihm das Werk „Mädchen mit Zweig“ ausgestellt.
Schmid-Ehmen war seit 1948 an seinem neuen Wohnsitz Starnberg wieder künstlerisch tätig und schuf Porträts, Grabmäler und figürliche Werke. Zu seinen Spätwerken zählen eine Trauernde 1961, ein Mutterbrunnen als Auftragswerk für ein Altersheim in Schweinfurt, sowie ein monumentaler Phönix mit 3,50 m Flügelspannweite und einer Höhe von 2,10 m, den er als gussfertiges Gipsmodell zwei Monate vor seinem Tod im Jahr 1968 vollendete. Der Bronzeguss erfolgte 1990 unter Aufsicht seiner Witwe.